# Унгиадзе, Юрий Гедеванович
Юрий Гедеванович Унгиадзе — советский хозяйственный, государственный и политический деятель.

## Биография
Родился в 1928 году. Член КПСС.
Окончил Грузинский политехнический институт.
В 1953—1958 — мастер цеха, начальник участка, начальник технического отдела, заместитель начальника цеха Минского подшипникового завода.
В 1958—1963 — главный инженер, начальник управления механизации треста № 5.
В 1963—1975 — директор Батумского электромеханического завода.
В 1975—1977 — второй секретарь Аджарского обкома КП Грузии
В 1977—1986 — Председатель Совета Министров Аджарской АССР.
Депутат Верховного Совета Грузинской ССР 10-го и 11-го созывов. Делегат XXVI и XXVII съездов КПСС.
Жил в Грузии.

## Награды
- Орден Трудового Красного Знамени (дважды)
- Орден Знак Почёта (дважды)